# Briana Scott
Briana Scott, född 27 juni 1990, är en friidrottare från Kanada. Hon deltog vid olympiska sommarspelen 2024.